# Sociaaldemocratische Partij van Zwitserland

Logo SP

De Sociaaldemocratische Partij van Zwitserland (Duits: Sozialdemokratische Partei der Schweiz, Frans: Parti socialiste suisse, Italiaans: Partito socialista svizzero, Reto-Romaans: Partida socialdemocrata da la Svizra), is een Zwitserse sociaaldemocratische partij. Het is de enige (centrum)linkse partij in de Bondsraad (regering).

## Geschiedenis
Net als elders in Europa en de wereld, ontstonden er in de tweede helft van de 19e eeuw in Zwitserland diverse arbeiderspartijen. Meestal waren dit kleine partijen die maar een kort leven waren beschoren. In 1880 ontstond er een socialistische vakbond, de Schweizerische Gewerkschaftsbund ("Zwitserse Vakbond"). Op 21 oktober 1881 werd de Sociaaldemocratische Partij van Zwitserland (SP) opgericht. De uit Bern afkomstige Albert Steck schreef een partijprogramma. In dit partijprogramma werd de nadruk gelegd op democratie, rechten voor de arbeiders en sociale voorzieningen. In het programma werd met geen woord gerept over een revolutie en er waren geen verwijzingen naar het marxisme. De uit Bern afkomstige Alexander Reichel werd tot eerste voorzitter van de partij gekozen.
Twee jaar na de oprichting van de SP werd Jakob Vogelsanger als eerste sociaaldemocraat in de Nationale Raad (tweede kamer federaal parlement) gekozen. In de daaropvolgende jaren groeide de SP-fractie gestaag. In 1898 werd Otto Lang, een marxist, tot partijvoorzitter gekozen. Lang stelde een marxistisch partijprogramma op, dat bij het partijcongres te Aarau in 1904 werd geaccepteerd. De verkiezingen het jaar daarop verliepen slecht voor de SP, toen de partij van 7 naar 2 zetels terugviel in de Nationale Raad. Bij de verkiezingen van 1908 herstelde de partij zich echter en in 1911 werd forse winst geboekt toen de partij van 7 naar 17 zetels in de Nationale Raad steeg.
Ofschoon de SP bij bijna iedere verkiezing iets vooruit ging, zorgde het op het districtenstelsel gelijkende kiesstelsel in Zwitserland ervoor, dat de SP werd benadeeld in haar groei. In 1910 lanceerde de SP een volksinitiatief met als doel de invoering van het stelsel van evenredige vertegenwoordiging. Het volksinitiatief haalde het echter niet.
Op de partijdag te Neuchâtel werd er voor de eerste keer gedebatteerd over de vraag of vrouwen kiesrecht zouden moeten krijgen. De conclusie luidde dat de partij verplicht was - en iedere gelegenheid zou aangrijpen - om de invoering van vrouwenkiesrecht te bepleiten.

### Landesstreik
Tijdens de Eerste Wereldoorlog bleef Zwitserland neutraal. Op economisch gebied leed Zwitserland echter wel. Grote indruk maakte de Russische Revolutie op de Zwitserse sociaaldemocraten. De linkervleugel van de SP en de revolutionaire lieden binnen de Schweizerische Gewerkschaftsbund hoopten dat er in Zwitserland ook een revolutie zou uitbreken waarna er een radenrepubliek zou kunnen worden gesticht. In november 1918 braken er revoluties uit in de buurstaten Duitsland en Oostenrijk. In Olten werd een actiecomité (Oltener Actiecomité) opgericht onder Robert Grimm, leider van de linkervleugel van de SP en vakbondsleider. Grimm en de zijnen streefden geen radenrepubliek na, zoals extreemlinkse leiders binnen de partij (dezen zouden later de Communistische Partij van Zwitserland vormen), maar streefden praktische zaken na, zoals de invoering van het stelsel van evenredige vertegenwoordiging, vrouwenstemrecht en een 48-urige werkweek. Om hun doelen te bereiken riep de linkervleugel van de partij een landelijke staking uit (Landesstreik) die echter moest worden beëindigd toen de Bondsraad (regering) een ultimatum stelde. De regering was echter erg onder de indruk geraakt en voerde de meeste eisen van de actievoerders door, zoals het stelsel van evenredige vertegenwoordiging en de 48-urige werkweek. Bij de verkiezingen van 1919 verdubbelde de SP haar zetelaantal in Nationale Raad (van 22 naar 41).

### Derde Partijprogramma
Het derde partijprogramma, dat in 1920 werd opgesteld, was sterk marxistisch van karakter. Een van de programmapunten ging over de vestiging van de "Dictatuur van het proletariaat." Veel SP'ers waren tegen de vestiging van de dictatuur van het proletariaat en vonden dat de partij zich te veel in communistische richting ontwikkelde. In 1921 stemde de meerderheid van de partijleden tegen aansluiting bij de Derde Internationale (Communistische Internationale). Hierop stapte de linkervleugel uit de partij en stichtte de Communistische Partij van Zwitserland (KPS), die zich bij de Derde Internationale aansloot.
In 1926 sloot de SP zich aan bij de Socialistische Internationale (Tweede Internationale).
De macht van de SP in het Zwitserse parlement nam toe, maar ook in de kantonnale parlementen. In 1933 werd Léon Nicole als eerste sociaaldemocraat in Zwitserland regeringsleider van een kanton, in dit geval voorzitter van de Staatsraad van het "rode" kanton Genève.

### SP in de regering
In 1935 kreeg de SP een nieuw partijprogramma. Het artikel over de vestiging van de dictatuur van het proletariaat kwam hierin niet meer voor. Ook de vestiging van een socialistische staat werd niet meer nagestreefd. De SP kreeg een meer reformistisch karakter, maar bleef wel een sociaaldemocratische partij en streefde naar een staat op "vrijheidslievende en kameraadschappelijke" grondslag.
In de jaren 30 bevocht de SP de opkomst van het fascisme in Zwitserland. Het fascistische Nationaal Front was tegen het socialisme en wilde de SP verbieden.
In 1943 behaalde de SP 56 zetels in de Nationale Raad en werd hiermee de sterkste fractie in het parlement. De regeringspartijen (Vrijzinnig Democratische Partij, Christendemocratische Volkspartij en Zwitserse Volkspartij) konden niet langer meer om de SP heen. Ernst Nobs werd als eerste sociaaldemocraat in de Bondsraad gekozen. De SP was hierdoor in staat een ouderdomswet in te voeren. Max Weber volgde Ernst Nobs als sociaaldemocratische Bondsraad. Het lukte de SP niet om in de jaren 50 een hervorming van de economie door te voeren. Als gevolg hiervan trad Weber 1953 af. Tot 1959 bleef de SP uit de regering, maar in dat jaar ging de toverformule van start. De toverformule voorzag in een regering die een afspiegeling was van het parlement (van die tijd). De SP werd nu definitief onderdeel van de regering. Voortaan zaten er twee SP'ers in de regering.
In de jaren 60 werd de SP een reformsocialistische partij en begon te gelijken op een Westerse sociaaldemocratische partij. In 1971 ging een van de programmapunten van de SP in vervulling toen het vrouwenkiesrecht op landelijk niveau werd ingevoerd. In 1983 werd Otto Stich voor de SP in de Bondsraad gekozen, dit terwijl Lilian Uchtenhagen de officiële kandidaat was. Sommige SP'ers waren het niet met de gang van zaken eens en wilden de partij uit de regering halen. Een partijcongres bepaalde echter anders. Tien jaar later werd er echter een vrouwelijke SP'er in de Bondsraad gekozen in de persoon van Ruth Dreifuss. Weer werd echter niet de officiële kandidaat (Christiane Brunner) gekozen.

### Heden
Bij de verkiezingen van 19 oktober 2003 kreeg de SP 23,3% van de stemmen, goed voor 52 zetels (+ 1) in de Nationale Raad en 9 in de Kantonsraad (eerste kamer federaal parlement). De SP is de tweede partij van Zwitserland (na de Zwitserse Volkspartij). De twee personen die namens de SP in de Bondsraad werden gekozen waren: Moritz Leuenberger (Zürich) en Micheline Calmy-Rey (Wallis). Anno 2005 bezet de SP 23,8% van de zetels in kantonnale parlementen en 23,2% van de zetels in kantonnale parlementen.
Bij de parlementsverkiezingen van 21 oktober 2007 leed de SP een fikse nederlaag. Het aantal zetels in de Nationale Raad ging van 52 naar 43. De partij bleef echter wel de tweede partij in de Nationale Raad.
De parlementsverkiezingen van 2011 boekte de SP winst: de partij verkreeg drie zetels extra in de Nationale Raad en kwam daarbij op 46 zetels. In de Kantonsraad ging de partij van 9 naar 11 zetels. Vier jaar later verloor de partij drie zetels in de Nationale Raad, maar boekte twee zetels winst in de Kantonsraad.

## Ideologie
De SP is een sociaaldemocratische partij. In vergelijking met andere sociaaldemocratische partijen in Europa (Duitsland, Verenigd Koninkrijk en Nederland) is de SP linkser. De SP wil na de afsluiting van bilaterale verdragen met de EU de toetreding van Zwitserland tot stand brengen. Andere doelen van de SP zijn het legaliseren van cannabis, de zekerstelling van de ouderdomswet (AHV) door de winsten van de nationale bank en opbrengsten van de verkoop van goud. Ze wil een ziektekostenverzekering voor iedereen, waarbij premie sterk van het inkomen afhankelijk wordt gemaakt. Ze zijn tegen de spaarpolitiek van de rechtse burgerlijke partijen (Vrijzinnig Democratische Partij en Zwitserse Volkspartij).

## Vrouwenafdeling en jeugdpartij
De vrouwenafdeling van de SP heet SP Frauen en staat onder leiding van Natascha Wey en Cesla Amarelle, die beide co-voorzitsters zijn.
Nauw verbonden met de SP, maar onafhankelijk is de JUSO (JungsozialistInnen). De JUSO staat links van de SP en onderhoudt nauwe betrekkingen met de vakbonden. De JUSO doet soms mee aan de kantonnale verkiezingen met een eigen lijst. De JUSO is lid van de International Union of Socialist Youth (Internationale Unie van Socialistische Jeugd).
| Standpunt                                                     |
| Pensioengerechtigde leeftijd naar 67 jaar                     |
| Zwangerschapsverlof naar 24 weken                             |
| Meer sociale voorzieningen voor families met een laag inkomen |
| Meer geld naar integratie van migranten                       |
| Strengere inburgeringseisen                                   |
| Verruiming adoptiewetgeving ten gunste van homoseksuele paren |
| Strenge abortuswetgeving                                      |
| Federale belastingverhoging                                   |
| Handhaving moratorium genetische manipulatie                  |
| Geleidelijke afbouw kernenergie                               |
| Een kleiner leger                                             |
| Toetredingsonderhandelingen met de EU                         |
| Actievere buitenlandpolitiek                                  |
| Vrij verkeer van personen tussen Zwitserland en de EU         |
| Invoering federaal minimumloon                                |
| Bron: smartvote.ch                                            |

## Bondsraad
| Afbeelding | Persoon             | Kanton | Departement         | Periode    | Bondspresident         |
|            | Alain Berset        | FR     | Binnenlandse Zaken  | 2011-heden |                        |
|            | Simonetta Sommaruga | TI     | Justitie en Politie | 2010-heden | bondspresident in 2015 |

## Fractie
In de Bondsvergadering vormt de SP de Sociaal-Democratische Fractie in de Bondsvergadering (Sozialdemokratische Fraktion (S)/ Groupe socialiste (S)/ Gruppe socialista (S)) onder leiding van Roger Nordmann (GE).
| Sociaaldemocratische Fractie in de Bondsvergadering |                                          |
| Fractievoorzitter:                                  | Roger Nordmann                           |
| Partijen:                                           | SP                                       |
| Zetels:                                             | 55 (Nationale Raad: 43; Kantonsraad: 12) |

## Voorzitters
- Alexander Reichel - 1888 - 1889
- Albert Steck - 1890 - 1891
- Eugen Wullschleger - 1892 - 1894
- Wilhelm Fürholz - 1894 - 1896
- Karl Zgraggen - 1897
- Paul Brandt - 1898
- Otto Lang - 1898 - 1901
- Josef Albisser - 1901 - 1902
- Gottfried Reimann - 1902 - 1908
- Eduard Kessler - 1909 - 1910
- Johann Näher - 1911
- Fritz Studer - 1912 - 1916
- Emil Klöti - 1916 - 1917
- Jakob Gschwend - 1918
- Gustav Müller - 1919
- Ernst Reinhard - 1919 - 1935
- Hans Oprecht - 1935 - 1952
- Walter Bringolf - 1952 - 1962
- Fritz Grütter - 1962 - 1970
- Arthur Schmid - 1970 - 1974
- Helmut Hubacher - 1975 - 1990
- Peter Bodenmann - 1990 - 1997
- Ursula Koch - 1997 - 2000
- Christiane Brunner - 2000 - 2004
- Hans-Jürg Fehr - 2004 - 2008
- Christian Levrat - 2008 - heden

## Verkiezingsuitslagen
| Zetelverdeling SP 1987-2019 Nationale Raad |        |       |     |
| Jaar                                       | Zetels | %     | +/- |
| 1987                                       | 41     | 18,40 | 6   |
| 1991                                       | 42     | 18,50 | 1   |
| 1995                                       | 55     | 21,80 | 13  |
| 1999                                       | 51     | 22,50 | 4   |
| 2003                                       | 52     | 23,30 | 1   |
| 2007                                       | 43     | 19,60 | 9   |
| 2011                                       | 46     | 18,70 | 3   |
| 2015                                       | 43     | 18,80 | 3   |
| 2019                                       | 39     | 16,8  | 4   |

| Zetelverdeling SP 1987-2019 Kantonsraad |        |
| Jaar                                    | Zetels |
| 1987                                    | 5      |
| 1991                                    | 3      |
| 1995                                    | 5      |
| 1999                                    | 6      |
| 2003                                    | 9      |
| 2007                                    | 9      |
| 2011                                    | 11     |
| 2015                                    | 12     |
| 2019                                    | 9      |

## Verwijzing
1. ↑  [Alters- und Hinterbliebenenversicherung (Ouderen- en Nabestaandenverzekering).]